# Sphaeroparia lignivora
Sphaeroparia lignivora är en mångfotingart som beskrevs av Broelemann 1920. Sphaeroparia lignivora ingår i släktet Sphaeroparia och familjen Fuhrmannodesmidae. Inga underarter finns listade i Catalogue of Life.